# Argenis Rea
Argenis Rea, (Valencia, Venezuela; 24 de marzo de 1986) es el nombre de un actor, conductor de televisión y modelo Venezolano.

## Carrera
Ha participado como animador en diversos eventos, como la Feria internacional de Valencia, en campañas publicitarias como modelo y ha hecho varias apariciones en televisión, siendo la más reconocida su actuación en la serie del canal por suscripción Boomerang Latinoamérica, La Banda, en 2011 también participó en el largometraje venezolano "Azul, rosa y no tan rosa" del Director Miguel Ferrari.

## Telenovelas
| Series    | Series          | Series    | Series                  |
| Año       | Telenovela      | Personaje | Cadena De Televisión    |
| --------- | --------------- | --------- | ----------------------- |
| 2010-2011 | La Banda        | Gregorio  | Boomerang Latinoamérica |
| 2011      | Hotel de Locura | -         | -                       |

## Películas
| Película | Película           | Película  | Película       |
| Año      | Película           | Personaje | Director       |
| -------- | ------------------ | --------- | -------------- |
| 2012     | Azul y No Tan Rosa |           | Miguel Ferrari |

## Unitarios
- “La Mujer en la Playa”[1]
- “Socios Sin Negocio”[1]
- “Santa Bárbara Bendita”.[1]